# Frank Van Den Abeele
Frank Van Den Abeele, né le 3 janvier 1966 à Alost, est un coureur cycliste belge. Professionnel de 1988 à 1997, il a notamment remporté le Grand Prix de Francfort en 1992 et le Grand Prix de Wallonie en 1991.

## Palmarès

### Palmarès amateur
- 1986
  - 2eb étape du Tour du Hainaut occidental (contre-la-montre par équipes)
- 1987
  - 4e étape du Tour du Hainaut occidental
  - 3e du Tour de Belgique amateurs

### Palmarès professionnel
| - 1988 - 2e du Circuit du Meetjesland - 1990 - 3e du Grand Prix de Cannes - 3e du Tour du Nord-Ouest de la Suisse - 3e du championnat de Belgique sur route - 1991 - Grand Prix de Wallonie - Circuit des frontières - 4e étape du Tour de Galice - 3e du Circuit des Ardennes flamandes - Ichtegem - 3e du Grand Prix du Midi libre | - 1992 - Grand Prix de Francfort - 2e du Grand Prix de la ville de Rennes - 1993 - Circuit Mandel-Lys-Escaut - 3e du Circuit des frontières - 1996 - 4e étape du Ruban granitier breton - 2e des Quatre Jours de l'Aisne - 3e du Ruban granitier breton |

## Résultats sur les grands tours

### Tour de France
1 participation
- 1991 : 90e

### Tour d'Italie
1 participation
- 1995 : 121e